# Ахнуд
Ахнуд (калм. Ахнуд; мн. ч. от калм. ах — старший) — посёлок в Городовиковском районе Калмыкии, в составе Виноградненского сельского муниципального образования.
Население — 57 чел. (2012).

## Физико-географическая характеристика
Посёлок расположен на севере Городовиковского района, в пределах Ставропольской возвышенности, по правой стороне балки Джальже. Средняя высота над уровнем моря — 51 м. Рельеф местности равнинный.
По автомобильной дороге расстояние до столицы Калмыкии города Элиста составляет 270 км, до районного центра города Городовиковск — 27 км. Административный центр сельского поселения село Виноградное расположено в 7 км к западу от посёлка.
В окрестностях посёлка распространены чернозёмы маломощные малогумусные и темнокаштановые почвы различного гранулометрического состава.

## История
Основан по инициативе зайсанга Лапина Опогинова. По имени зайсанга посёлок получил название Лапин (также Лапино). Согласно списку населённых мест Ставропольской губернии по сведениям 1873 года в хотоне (Икитугтунова рода) зайсанга Лапина Опогинова имелось 16 домов, 1 деревянный хурул и 1 хурул в кибитке, 1 амбар для ссыпки хлеба, всего насчитывалось 110 дворов, проживал 771 житель.
В хотоне проживало калмыки 2-го Ики-Тугтунова рода. Разделение Тугтунова рода на три аймака произошло в 1871 году.
Местный хурул являлся одним из четырёх штатных хурулов Большедербетовского улуса. Сохранилось описание хурула:
Сохранилось описание местного хурула:

Лапинский малый хурал Ламран-Чолинг находится в урочище Джалдже, в аймаке Лапина — Опогинова, Икитуктунова рода… Хурал деревянный с каменною оградою обычного устройства. Этот хурал самый благоустроенный во всех отношениях. При нём жил главный бакша, пользовавшийся известностью среди калмыков даже Астраханской губернии, Санджи Яванов, ныне умерший (+1894 г.). Он жил в деревянном двухэтажном доме, обнесенном каменной стеною в виде хуральной ограды. Дом находится против «богдойн-зам». Между домом и «богдойн-зам» находится каменный столб в кубический аршин величиной. С него по праздничным дням хураваки призываются в хурал посредством или барабанного боя в кенгерге, или же игры в дунг (раковину)… У северо-западного угла дома бакши стоит колоссальная манийн-кюрде. Она состоит из 4-х цилиндров и имеет, мани (ом-ма-ни-пад-ме-хом)… Манийн-кюрде имеет деревянный футляр в виде круглой башенки с конической крышей, сделанной из досок. Жилища остальных хураваков по преимуществу состоят из деревянных и саманных изб, хотя некоторые из них живут и в войлочных кибитках— http://www.sravnika.narod.ru/mefody/chap8.htm Иеромонах Мефодий. Буддийское мировоззрение или ламаизм и обличение его. Санкт-Петербург: Издание книгопродовца И. Л. Тузова, 1902. Глава VIII. Калмыцкие хуралы..
Согласно Списку населённых мест Ставропольской губернии в 1909 году в хотоне Лапино 2-го Икитугтунова рода имелось 153 двора, проживало 311 душ мужского и 288 женского пола. В хотоне имелись школа, церковь (буддийский храм), торговое предприятие, хлебозапасный магазин, пожарный обоз, 4 пруда, работал фельдшер.
После революции хотон Лапино был переименован в Ахнуд по названию одного из арванов (подразделений) тугтунова рода. Хурул был закрыт в 1929 году в ходе антирелигиозной кампании и передан артели «Красный калмык».
Летом 1942 года Ахнуд, как и другие населённые пункты улуса, был оккупирован немецко-фашистскими захватчиками. Освобожден в январе 1943 года.

28 декабря 1943 года калмыцкое население было депортировано, посёлок Ахнуд, как и другие населённые пункты Западного улуса Калмыцкой АССР, был передан Ростовской области.
В 1961 году указом Президиума Верховного Совета РСФСР поселок Лапино переименован в Ахнуд.
В поздний советский период в Ахнуде размещалась третья ферма совхоза «Пролетарская победа».

## Население
Динамика численности населения
| 1873 | 1909 |
| ---- | ---- |
| 731  | 599  |

| 2002 | 2010 | 2012 |
| ---- | ---- | ---- |
| 69   | ↘54  | ↗57  |

Национальный состав
Согласно результатам переписи 2002 года большинство населения посёлка составляли калмыки (81 %)

## Социальная инфраструктура
Социальная инфраструктура не развита. Учреждения культуры (дом культуры и библиотека) и образования (средняя школа и детский сад) расположены в селе Виноградное. Медицинское обслуживание жителей села обеспечивают Виноградненская участковая сельская больница и Городовиковская центральная районная больница

## Достопримечательности
- Ступа Просветления с молитвенным барабаном (открыта в 2014 году)[19].